# 魔法门VI：天堂之令
《魔法门VI：天堂之令》（又译作、，英文缩写）是由New World Computing制作组开发，由3DO公司于1998年4月30日发行的一款RPG角色扮演类游戏。它是魔法门系列游戏的第六代，也是与魔法门之英雄无敌系列（I-III）相同的新世界观设定下的第一款RPG魔法门系列游戏。它的故事发生在《魔法门之英雄无敌II》之后，紧随着《魔法门VI》故事的则是《魔法门之英雄无敌III》。
对比同时期同样著名的RPG，比如《上古卷轴II：匕首雨》和《創世紀》，《魔法门VI》拥有开放而非线性的任务流程，对玩家友好的互动性界面、详细的游戏世界等。一些评论以类似于“见证了一个传奇的再生”的评语来评价《魔法门VI》，并将其作为欧美RPG复兴的一个里程碑。
后来发布的《魔法门VI》限量发行版中，附带了游戏世界所在大陆——恩洛斯大陆的一张布制地图和一份攻略指南，CD中也包含了魔法门系列I至V的游戏在里面。New World Computing/3DO的魔法门系列后来又发布了VII至IX，均为《魔法门VI》的游戏设定、故事与世界观的不同程度上的延续。

## 游戏方式
游戏为第一人称视角。与前作中那样在基于网格的地图上行走不同，《魔法门VI》中玩家被允许全地形、以不同高度和角度漫游，甚至可以飞行。
战斗可以在即时制和回合制模式之间切换。回合制中玩家可以思考后再选择攻击的方法或者释放的魔法。
在游戏主线任务之外，还有大量的的支线任务，以及可获取职业升级的任务。
游戏中计算经历的时间和日期，并具有昼夜系统。市政厅、银行、行会、商店、驿站、船只、马戏团等均有其定期的营业时间。旅行也需耗费几天的时间。
游戏中有大量的NPC可以对话和雇佣，不同职业的NPC具有不同的作用。

### 角色
《魔法门VI》是魔法门系列中唯一的一个无种族选择的游戏，所有的游戏人物都是人类。
在一开始的角色选择生成之中，玩家要为角色选择职业，以确定其能力的方向。六种基础职业分别是：剑客（又译：骑士），僧侣（又译：德鲁伊）、游侠（又译：圣骑士）、牧师、巫师和弓箭手。
角色能力的提高使用的是以角色等级和技能为基础的系统。角色达到一定的经验值就可去训练场升角色级别，同时获得技能点。累积的技能点可用于加技能的级别。达到一定的级别以及其他要求，便可去找导师加强其技能头衔，以使其更强大。技能头衔有普通、专家和大师。大多数武器、盔甲、魔法和辅助技能均可在行会进行初学。
魔法技能是技能中的一部分。共有9种魔法技能：火系、土系、水系、风系、肢体、灵魂、心智、光明、黑暗，其中光明与黑暗魔法是最为强大的，且一开始的角色生成之中不可选择。每种魔法技能可学习11个魔法，总计99个魔法。魔法书可在特定的魔法行会购买。其中还有魔法可以飞行、水上行走与快速传送角色等。
《魔法门VI》中技能头衔以及魔法学习的自由度较大，学得某技能即可有机会提高头衔至大师，学得某系的魔法技能即可学习该系的所有魔法。之后的系列作品对不同职业的角色进行了一些限制。
角色同时还具备7种属性：力量、智力、个性、耐力、准确度、速度和运气。这些属性对角色的生命值、魔力值、防御级别、攻击力等产生影响。
角色具有当前年龄和真实年龄，当前年龄在某区间内或超过一定数值的时候，会对某些属性进行一定的奖励或处罚。

## 剧情

### 背景
随着堕落的监护人Sheltem在《魔法门V：黑暗魔君大反扑》的最后被消灭，“古代人”和类似魔鬼的外星种族克里根之间的长期战争波及到了其他星球的其他地方，殖民星球（Colony）的恩洛斯大陆就是其中之一。
在《魔法门之英雄无敌II：延续的战争》故事结束后7年。在一个后来被称作“流星雨之夜”的夜晚，流星状的飞船从“虚空”中，载着克里根人来到恩洛斯大陆的甜水镇。后来，恩洛斯王国的国王——罗兰德·艾恩法斯特，率军向西北远征，寻找并攻击恶魔，但却被叛徒御用空气魔法师舒尔曼出卖。部队被伏击而全军覆没，他和御用魔法师坦尼尔和爵士雷格纳被俘虏，下落不明。同时，一个新兴的教派——羊鸣教与克里根国王赞诺菲克斯勾结，建立了许多羊鸣庙，与艾恩法斯特王朝抗衡。由于罗兰德国王失踪，摄政王威尔伯·汉弗里辅佐罗兰德的儿子——王子尼古拉·艾恩法斯特统领王国。恩洛斯王国的人民开始担心艾恩法斯特家族已经失去了“天堂之令”（Mandate of Heaven，取自中国传统哲学理念“天命”，可认为是统治的神权）。
在游戏开始之前，“流星雨之夜”当晚，四名角色的家乡甜水镇被侵袭。法拉格，一个强大的魔法师，将他们传送到安全处，并训练他们。出师之后，角色们去闯荡世界，在一个废弃的大耳怪营地发现了叛徒舒尔曼的尸体。并在他身上找到了罗兰德的五封信，信件是罗兰德在远征时致妻子凯瑟琳并让舒尔曼转交的，舒尔曼却积压下来随身携带。另外还有一封信，是赞诺菲克斯写给舒尔曼的，游戏中称“第六封信”，游戏开始时即存在行囊之中。

### 主线
游戏正式开始。角色在新索匹格冒领了舒尔曼的赏金。在铁拳城堡领取了摄政王的奖励。尼古拉王子与角色偷偷离开王宫，又私下逃离去了马戏团，最后方被找回。
角色需要进入神坛、唤醒神使，但是需要6名高级议会议员的一致投票通过。要使议员投角色的票，需完成他们上级所给的任务。斯里克·席尔瓦托恩议员无视上级——摄政王汉弗里的授意，坚持投反对票。角色经汉弗里指点，在顶级羊鸣庙找到了证据，揭发了内奸席尔瓦托恩，从而得以进入神坛。
神使梅里安是“古代人”创造的人工智能计算机。当年想夺取王权的罗兰德的弟弟阿基巴德·艾恩法斯特，于王位争夺战争期间，拿走了神使的四块记忆水晶（内存），使其停止工作。角色又在大陆的四个地下城中找到了四块记忆水晶，从而唤醒了神使。其中，在克里格斯城堡可找到罗兰德被俘时写的信，隐士岛的顶级羊鸣庙可以找到并杀死逃跑的席尔瓦托恩。
神使被唤醒后，说明了一些背景故事。角色必须从维兰坟墓（一座沙漠中的金字塔）找到控制方块，进入行星控制中心，学习并获得榴弹枪（又称古老兵器），才可以用枪来摧毁克里根的最后机器——反应器（核反应堆）。另外，角色还要防止反应器在毁灭时的大爆炸，这有可能使星球毁灭。只有阿基巴德知道避免灾难的方法。阿基巴德在王位争夺战争失败后被御用魔法师坦尼尔石化，石像放在铁拳城堡王宫上方的国家图书馆内。在王宫附近的井里找到第三只眼（一颗宝石）后，尼古拉给出了坦尼尔之铃来释放阿基巴德，阿基巴德给了角色虚空仪式书。最后，角色返回家乡甜水镇，进入蜂房状的飞船，用枪摧毁反应器，杀死魔鬼女王，将爆炸传送到了虚空中，避免了灾难。游戏通关。通关动画中，尼古拉给了角色以奖励。

## 开发
《魔法门6》的设计工作开始于1996年，也就是在《魔法门V：黑暗魔君大反扑》和魔法门之英雄无敌系列的前两部作品获得成功之后。尽管上一部作品《魔法门5》已发布了五年，但New World Computing仍然打算不脱离前作的世界观。在《魔法门之英雄无敌II》中包含有《魔法门6》的隐藏预告片。在《魔法门6》设计的早期，NWC与科幻小说作家吉尔里·格拉沃合作，格拉沃将在原有的游戏时间线和世界观的基础上撰写一个三部曲小说。格拉沃从NWC获得的信息不多，之后格拉沃又得知《魔法门6》的情节将基于他的小说，而非他的小说一定要在前作基础上撰写。他在《魔法门6》发布之前写好了三部曲中的两部，《The Dreamwright》和《The Shadowsmith》，并由Del Rey Books公司发行。但最终，在第三部《The Worldcrafters》撰写之前，NWC还是独立设计了《魔法门6》的故事线，即设计在恩洛斯，《英雄无敌2》故事发生的大陆。NWC请Gravel结束三部曲，为恩洛斯写一部新的小说，但他拒绝了。
《魔法门6》的情节最终建立在了两个系列游戏之间。继承魔法门系列的设置，继续英雄无敌系列的情节。它对魔法门系列前作有所提及或引用，比如新索匹格（New Sorpigal）的名称即来源于《魔法门1》的初始城镇Sorpigal。《魔法门6》的情节和游戏系统被后作《魔法门7》和《魔法门8》所使用，部分角色也与魔法门1-5中的某些角色相似。《魔法门6》故事发生在《英雄无敌2》10年之后，《英雄无敌3》则紧随《魔法门6》其后。
游戏最先在1998年4月的E3游戏展上被展出，系列创始人和开发领导者乔·万·坎赫姆称呼游戏为“我所开发的最好的魔法门游戏”和“至今为止在RPG历史上最大和最有抱负的游戏”。
据报道，一位建筑师参与了游戏世界和地下城的结构设计，游戏使用了Horizon和Labyrinth两款图像引擎。虽然游戏中树木、怪物等都是2.5D（伪3D），使用了二维图像的材质，但多数图像都是3DS Max和Character Studio中预渲染的3D图像。这也是魔法门系列中第一款使用全动态视频电影艺术效果的游戏。
游戏的配乐是由史蒂夫·巴卡、罗布·金、保罗·罗梅罗和珍妮弗·王（Jennifer Wang）创作，巴卡、金和罗梅罗也是此前英雄无敌音乐的创作者。
一些较复杂的元素曾被构思出来，但是未在最终的游戏中出现。这些元素包括与角色竞争的其他冒险团队，以及与贵族结成复杂的同盟关系并完成相关任务等。

## 评价
《魔法门VI》是一个极为成功、里程碑式的RPG游戏。GameSpot给了9.1分（满分10分）和“编辑推荐”的评价，并称其为“在对于RPG游戏爱好者十分伟大的一年中的一款杰出的游戏”、“《魔法门VI》的图像在至今（注：1998年）的3D第一人称RPG中是最好的”。截止2013年8月，该作为GameSpot上PC RPG（不包含大型网络RPG）的第9高分，也是仅次于《上古卷轴IV：湮没》的第一人称单机RPG，与《巫术8》并列。IGN给了9.0分（满分10分），评价：“任何RPG爱好者都应该拥有这款游戏”、“几年内找不到一款RPG能给玩家如此的满足感，高度推荐给几乎所有人”。RPGFan同样给了9.0分（满分10分）认为其游戏性很强：“就算把所有都说过做过之后，游戏世界中的探索和角色的发展依然能带给你纯粹的乐趣，使你继续玩《魔法门VI》。或许它会有乏味的时候，游戏性和图形也可能有一些限制。但这不足以使你抛弃游戏。通关是不够的，应深入恩洛斯土地”。《電腦遊戲世界》（英文版）评选该作为当年的年度RPG第二位。